# Coupe Bernardo O'Higgins
La Coupe Bernardo O'Higgins (en espagnol : Copa Bernardo O'Higgins), nommée ainsi en hommage à Bernardo O'Higgins, figure de l'indépendance chilienne, est un tournoi international de football opposant entre 1955 et 1966, le Brésil et le Chili.
La compétition se déroule à cinq reprises : trois fois au Chili et deux fois au Brésil. 
Le Brésil remporte la compétition quatre fois (1955, 1959, 1961 et 1966) et le Chili la remporte deux fois (1957 et 1966), dans la mesure où la victoire lors de l'édition 1966 a été attribuée aux deux équipes.

## Palmarès de la compétition
| Édition | Vainqueur    |
| ------- | ------------ |
| 1955    | Brésil       |
| 1957    | Chili        |
| 1959    | Brésil       |
| 1961    | Brésil       |
| 1966    | Brésil Chili |

## Les cinq éditions de la compétition

### L'édition 1955 au Brésil
| 18 septembre 1955         | Brésil   | 1 - 1 | Chili   | Maracanã, Rio de Janeiro (Brésil) |                                |
| Historique des rencontres | Pinheiro |       | Ramírez | Arbitrage : Frederick Williams    | Arbitrage : Frederick Williams |

| 20 septembre 1955         | Brésil            | 2 - 1 | Chili      | Stade Pacaembu, São Paulo (Brésil) |                         |
| Historique des rencontres | Maurinho · Álvaro |       | Hormazábal | Arbitrage : Harry Davis            | Arbitrage : Harry Davis |

### L'édition 1957 au Chili
| 15 septembre 1957         | Chili    | 1 - 0 | Brésil | Estadio Nacional, Santiago (Chili) |                            |
| Historique des rencontres | Meléndez |       |        | Arbitrage : Walter Manning         | Arbitrage : Walter Manning |

| 18 septembre 1957         | Chili     | 1 - 1 a.p. | Brésil | Estadio Nacional, Santiago (Chili) |                           |
| Historique des rencontres | Fernández |            | Matos  | Arbitrage : Danor Morales          | Arbitrage : Danor Morales |

### L'édition 1959 au Brésil
| 17 septembre 1959         | Brésil                                      | 7 - 0 | Chili | Maracanã, Rio de Janeiro (Brésil)   |                                     |
| Historique des rencontres | Pelé , · Quarentinha , · Dino Sani · Dorval |       |       | Arbitrage : Alberto da Gama Malcher | Arbitrage : Alberto da Gama Malcher |

| 20 septembre 1959         | Brésil      | 1 - 0 | Chili | Stade Pacaembu, São Paulo (Brésil) |                              |
| Historique des rencontres | Quarentinha |       |       | Arbitrage : João Etzel Filho       | Arbitrage : João Etzel Filho |

### L'édition 1961 au Chili
| 7 mai 1961                | Chili | 1 - 2 | Brésil           | Estadio Nacional, Santiago (Chili) |                           |
| Historique des rencontres | Soto  |       | Garrincha · Didi | Arbitrage : Carlos Robles          | Arbitrage : Carlos Robles |

| 11 mai 1961               | Chili | 0 - 1 | Brésil | Estadio Nacional, Santiago (Chili) |                           |
| Historique des rencontres |       |       | Gérson | Arbitrage : Carlos Robles          | Arbitrage : Carlos Robles |

### L'édition 1966 au Chili
| 17 avril 1966             | Chili | 0 - 1 | Brésil    | Estadio Nacional, Santiago (Chili) |                          |
| Historique des rencontres |       |       | Severiano | Arbitrage : Ralph Howley           | Arbitrage : Ralph Howley |

| 20 avril 1966             | Chili          | 2 - 1 | Brésil    | Estadio Sausalito, Viña del Mar (Chili) |                          |
| Historique des rencontres | Landa · Valdés |       | Severiano | Arbitrage : Ralph Howley                | Arbitrage : Ralph Howley |